# Dorothea Siems

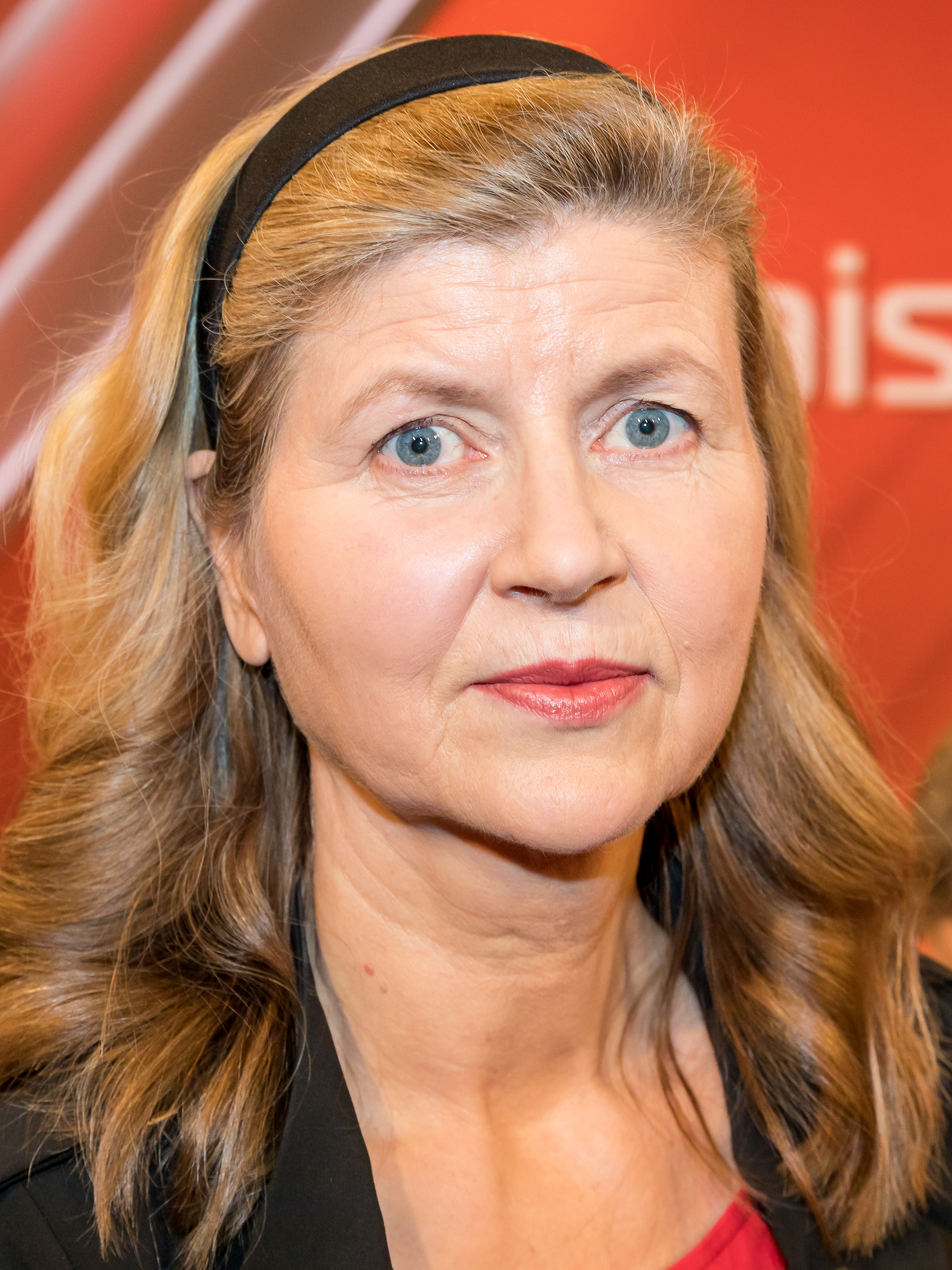
Dorothea Siems, 2018

Dorothea Siems (* 1963 in West-Berlin, verheiratet Dorothea Siems-Gerstenberger) ist eine promovierte Volkswirtin und deutsche Journalistin mit dem Schwerpunkt Wirtschaftspolitik. Seit 2019 ist sie verantwortlich für das Ressort Wirtschaftspolitik der Zeitung Die Welt.

## Leben und beruflicher Werdegang
Siems studierte Volkswirtschaftslehre und wurde mit einem Thema aus der Außenwirtschaftspolitik Japans im Jahr 1992 an der FU Berlin promoviert. Danach absolvierte sie ein Volontariat an der Georg von Holtzbrinck-Schule für Wirtschaftsjournalisten.
Ab 1994 war sie Redakteurin bei der Wirtschaftswoche, ab 1996 dann Wirtschaftsredakteurin der Welt. 1999 wurde sie Parlamentskorrespondentin der Welt, 2010 wurde sie dort Chefkorrespondentin für Wirtschaftspolitik, 2019 Chefökonomin.
Siems ist und war mehrfach zu Gast in Talkshows.

## Privates
Sie ist mit dem Immobilienfachmann Jürgen Gerstenberger verheiratet und Mutter von vier Kindern.

## Mitgliedschaften
Siems gehört der Ludwig-Erhard-Stiftung an.

## Preise und Auszeichnungen
- Ludwig-Erhard-Preis für Wirtschaftspublizistik, Förderpreis (1999)
- Ludwig-Erhard-Preis für Wirtschaftspublizistik, Hauptpreis gemeinsam mit Werner Mussler (FAZ) (2011)
- Publizistik-Preis der Friedrich-August-von-Hayek-Stiftung 2013

## Positionen
Siems ist eine Verfechterin einer Freien Marktwirtschaft und wird bisweilen auch als neoliberal bezeichnet.

## Schrift
- Dorothea Siems: Japans außenwirtschafts- und entwicklungspolitische Strategien gegenüber China und ASEAN. ein Beitrag zu den Regionalisierungstendenzen im pazifisch-asiatischen Raum. Lang, Frankfurt am Main u. a. 1992, ISBN 978-3-631-45342-1.[8]